# Campeonato da Micronésia de Atletismo de 2007
O Campeonato da Micronésia de Atletismo de 2007 foi a 3ª edição da competição organizada pela Associação de Atletismo da Oceania entre 14 de dezembro a 15 de dezembro de 2007, representando a região da Micronésia, na Oceania. O evento foi celebrado no Leo Palace Resort, na cidade de Yona, em Guam, com um total de 42 provas (20 masculino, 19 feminino e 1 misto, 1 meninos e 1 meninas). Teve como destaque Guam com 54 medalhas sendo 15 de ouro.  

## Medalhistas
Resultados completos podem ser encontrados na página da Associação de Atletismo da Oceania. 

### Masculino
| Evento                 | Ouro                                                                         | Ouro     | Prata                                                                                       | Prata    | Bronze                                                                                         | Bronze   |
| ---------------------- | ---------------------------------------------------------------------------- | -------- | ------------------------------------------------------------------------------------------- | -------- | ---------------------------------------------------------------------------------------------- | -------- |
| 60 metros              | John Howard · Estados Federados da Micronésia                                | 7.02     | Jack Howard · Estados Federados da Micronésia                                               | 7.09     | JJ Capelle · Nauru                                                                             | 7.12     |
| 100 metros             | Jack Howard · Estados Federados da Micronésia                                | 11.21    | John Howard · Estados Federados da Micronésia                                               | 11.05    | Tyrone Omar · Marianas Setentrionais                                                           | 11.36    |
| 200 metros             | John Howard · Estados Federados da Micronésia                                | 23.05    | Jack Howard · Estados Federados da Micronésia                                               | 23.24    | Tyrone Omar · Marianas Setentrionais                                                           | 23.41    |
| 400 metros             | JJ Capelle · Nauru                                                           | 52.30    | Tearoba Takeruru · Kiribati                                                                 | 52.73    | Christopher Kenty · Palau                                                                      | 53.44    |
| 800 metros             | Douglas Schmidt Jr · Palau                                                   | 2:04.74  | Matt Pangelinan · Guam                                                                      | 2:08.07  | Jeofry Limtiaco · Guam                                                                         | 2:10.08  |
| 1 500 metros           | Douglas Schmidt Jr · Palau                                                   | 4:30.74  | Matt Pangelinan · Guam                                                                      | 4:30.92  | Christopher Magtoto · Guam                                                                     | 4:34.32  |
| 3 000 metros           | Douglas Schmidt Jr · Palau Christopher Magtoto · Guam                        | 9:52.35  |                                                                                             |          | Matt Pangelinan · Guam                                                                         | 10:03.88 |
| 6 km corta-mato        | Christopher Magtoto · Guam                                                   | 20:51.62 | Alan Periera · Guam                                                                         | 20:53.16 | Matt Pangelinan · Guam                                                                         | 21:37.80 |
| 110 metros barreiras   | Beteru Ateri · Kiribati                                                      | 17.82    | Jahlil Fielder · Guam                                                                       | 17.93    | Malenkov Towai · Guam                                                                          | 18.74    |
| 400 metros barreiras   | Christopher Kenty · Palau                                                    | 1:00.76  | Beteru Ateri · Kiribati                                                                     | 1:02.05  | Jahlil Fielder · Guam                                                                          | 1:02.87  |
| 4×100 metros estafetas | Kiribati · Tearoba Takeruru · Tanroo Taniera · Rabangaki Nawai · Ieie Matang | 44.14    | Estados Federados da Micronésia · Jack Howard · John Howard · Yondan Namelo · Dickson Maipi | 44.27    | Guam · Jeric Abisia · Frank Aguon · Jahlil Fielder · Jan Vallarta                              | 46.06    |
| 4×400 metros estafetas | Kiribati                                                                     | 3:38.11  | Palau · Christopher Kenty · Douglas Schmidt Jr · Leon Mengloi · Amaroy Marino               | 3:38.58  | Estados Federados da Micronésia · D'Shaun Stallings · Joseph Artui · Jack Howard · John Howard | 3:46.87  |
| Salto em altura        | Buraieta Yeeting · Kiribati                                                  | 1.79m    | Deamo Baguga · Nauru                                                                        | 1.77m    | Beteru Ateri · Kiribati                                                                        | 1.75m    |
| Salto em comprimento   | Rabangaki Nawai · Kiribati                                                   | 6.62m    | Buraieta Yeeting · Kiribati                                                                 | 6.35m    | Deamo Baguga · Nauru                                                                           | 6.33m    |
| Salto triplo           | Buraieta Yeeting · Kiribati                                                  | 13.04m   | Deamo Baguga · Nauru                                                                        | 12.54m   | Salomon Coldman · Estados Federados da Micronésia                                              | 11.79m   |
| Arremesso de peso      | A-One Tannang · Nauru                                                        | 13.14m   | Rabangaki Nawai · Kiribati                                                                  | 11.33m   | Nick Gross · Marianas Setentrionais                                                            | 10.36m   |
| Lançamento de disco    | Rabangaki Nawai · Kiribati                                                   | 35.72m   | Sylvan Rangamar · Marianas Setentrionais                                                    | 33.39m   | Tom Aguon · Guam                                                                               | 31.16m   |
| Lançamento do martelo  | Erick Taitano · Guam                                                         | 32.66m   | Ernie Dumapias · Guam                                                                       | 27.64m   | Arjay Valencia · Guam                                                                          | 19.72m   |
| Lançamento do dardo    | Nick Gross · Marianas Setentrionais                                          | 54.00m   | Rabangaki Nawai · Kiribati                                                                  | 49.04m   | Albert Juan · Guam                                                                             | 45.36m   |
| Octatlo                | Leon Mengloi · Palau                                                         | 3952     | Tom Aguon · Guam                                                                            | 2882     | Rick Lizama · Guam                                                                             | 2807     |

### Feminino
| Evento                 | Ouro                                                                     | Ouro     | Prata                                                                            | Prata    | Bronze                                 | Bronze   |
| ---------------------- | ------------------------------------------------------------------------ | -------- | -------------------------------------------------------------------------------- | -------- | -------------------------------------- | -------- |
| 60 metros              | Toni Villaflores · Guam                                                  | 7.89     | Felicia Saburo · Palau                                                           | 8.00     | Pollara Cobb · Guam                    | 8.07     |
| 100 metros             | Rosa-Mystique Jone · Nauru                                               | 12.90 =  | Felicia Saburo · Palau                                                           | 13.08    | Dana Thoma · Nauru                     | 13.31    |
| 200 metros             | Felicia Saburo · Palau                                                   | 27.23    | Rosa-Mystique Jone · Nauru                                                       | 27.50    | Yvonne Bennet · Marianas Setentrionais | 27.95    |
| 400 metros             | Jacque Wonenberg · Marianas Setentrionais                                | 1:03.71  | Cyandel Williams · Palau                                                         | 1:07.24  | Kimberly Layson · Guam                 | 1:08.80  |
| 800 metros             | Leanna Peters · Guam                                                     | 2:35.85  | Nicole Layson · Guam                                                             | 2:35.99  | Charelle Williams · Palau              | 2:51.04  |
| 1 500 metros           | Leanna Peters · Guam                                                     | 5:26.53  | Nicole Layson · Guam                                                             | 5:33.70  | Charelle Williams · Palau              | 5:50.95  |
| 3 000 metros           | Leanna Peters · Guam                                                     | 12:05.42 | Nicole Layson · Guam                                                             | 12:28.72 | Morgan Avery · Guam                    | 12:56.50 |
| 3 km corta-mato        | Leanna Peters · Guam                                                     | 11:31.33 | Nicole Layson · Guam                                                             | 11:43.34 | Morgan Avery · Guam                    | 12:24.69 |
| 100 metros barreiras   | Lourdes Redilla · Guam                                                   | 19.15    | Mary Mantanona · Guam                                                            | 19.19    | Noreen Martinez · Guam                 | 19.93    |
| 400 metros barreiras   | Noreen Martinez · Guam                                                   | 1:15.65  | Alyssa Posadas · Guam                                                            | 1:26.31  | Mary Mantanona · Guam                  | 1:27.92  |
| 4×100 metros estafetas | Guam · Cora Alicto · Noreen Martinez · Pollara Cobb · Mary Mantanona     | 53.95    | Palau · Cyandel Williams · Charelle Williams · Felicia Saburo · Diliaur Kumaichi | 55.35    | Marianas Setentrionais                 | 56.59    |
| 4×400 metros estafetas | Guam · Leanna Peters · Noreen Martinez · Nicole Layson · Kimberly Layson | 4:34.72  | Marianas Setentrionais                                                           | 4:42.42  |                                        |          |
| Salto em altura        | Lourdes Redilla · Guam                                                   | 1.29m    | Mary Mantanona · Guam                                                            | 1.23m    |                                        |          |
| Salto em comprimento   | Jacque Wonenberg · Marianas Setentrionais                                | 4.47m    | Pollara Cobb · Guam                                                              | 4.11m    | Alyssa Posadas · Guam                  | 4.05m    |
| Salto triplo           | Alyssa Posadas · Guam                                                    | 9.02m    | Zyra Garcia · Guam                                                               | 8.66m    | Caitlin Mesias · Guam                  | 7.96m    |
| Arremesso de peso      | Maleah Umerang Tangadik · Palau                                          | 9.69m    | Genie Gerardo · Guam                                                             | 9.42m    | Corrine Hideos · Palau                 | 9.35m    |
| Lançamento de disco    | Maleah Umerang Tangadik · Palau                                          | 30.65m   | Genie Gerardo · Guam                                                             | 29.94m   | Jerusha Mau · Nauru                    | 28.88m   |
| Lançamento do martelo  | Genie Gerardo · Guam                                                     | 29.62m   | Corrine Hideos · Palau                                                           | 25.94m   | Aiko Imbat · Guam                      | 24.88m   |
| Lançamento do dardo    | Maleah Umerang Tangadik · Palau                                          | 38.57m   | Irish Iriarte · Guam                                                             | 29.52m   | Aiko Imbat · Guam                      | 27.57m   |

### Misto
| Evento                   | Ouro                                                                | Ouro    | Prata                                                                         | Prata   | Bronze                                                                                    | Bronze  |
| ------------------------ | ------------------------------------------------------------------- | ------- | ----------------------------------------------------------------------------- | ------- | ----------------------------------------------------------------------------------------- | ------- |
| Revezamento medley 800 m | Nauru · Dana Thoma · Deamo Baguga · Rosa-Mystique Jone · JJ Capelle | 1:44.05 | Palau · Cyandel Williams · Leevin Manuel · Felicia Saburo · Christopher Kenty | 1:47.28 | Marianas Setentrionais · Yvonne Bennet · Tyrone Omar · Jacque Wonenberg · Nathanial Mateo | 1:50.37 |

### Menino
| Evento    | Ouro                  | Ouro | Prata                   | Prata | Bronze                 | Bronze |
| --------- | --------------------- | ---- | ----------------------- | ----- | ---------------------- | ------ |
| 60 metros | Leevin Manuel · Palau | 7.67 | Desebel Koshiba · Palau | 7.67  | Cynric Kebekol · Palau | 7.93   |

### Menina
| Evento    | Ouro                     | Ouro | Prata                                            | Prata | Bronze                                  | Bronze |
| --------- | ------------------------ | ---- | ------------------------------------------------ | ----- | --------------------------------------- | ------ |
| 60 metros | Cyandel Williams · Palau | 8.73 | Lilihna Mihkel · Estados Federados da Micronésia | 8.91  | Reylynn Sapong · Marianas Setentrionais | 9.80   |

## Quadro de medalhas (não oficial)
A contagem de medalhas publicada.  Em outra página, a prova dos 60 metros foi denominada como "convite",  não contando como medalhas. O que não se aplicou a prova do evento misto medley, explicando assim a diferença para a contagem não oficial abaixo.  
| Ordem | País                            | Medalha de ouro | Medalha de prata | Medalha de bronze | Total |
| ----- | ------------------------------- | --------------- | ---------------- | ----------------- | ----- |
| 1     | Guam                            | 15              | 18               | 21                | 54    |
| 2     | Palau                           | 11              | 8                | 5                 | 24    |
| 3     | Kiribati                        | 7               | 5                | 1                 | 13    |
| 4     | Nauru                           | 4               | 3                | 4                 | 11    |
| 5     | Estados Federados da Micronésia | 3               | 5                | 3                 | 11    |
| 6     | Marianas Setentrionais          | 3               | 2                | 7                 | 12    |
| Total | Total                           | 43              | 41               | 41                | 125   |

## Participantes
Segundo uma contagem não oficial, 103 atletas de 7 países participaram.
| - Guam (48) - Kiribati (6) - Ilhas Marshall (2) | - Estados Federados da Micronésia (12) - Nauru (7) | - Marianas Setentrionais (11) - Palau (17) |

Legenda
| Recorde mundial       | Recorde mundial (World record)               |                       | Recorde africano                      | Recorde africano (African) |                                           | Q | Classificado por posição (Qualified) |
| Recorde do campeonato | Recorde do campeonato (Championship record)  | Recorde da América    | Recorde da América (Americas)         | q                          | Classificado por melhor tempo (Qualified) |   |                                      |
| Melhor marca do ano   | Melhor marca do ano (World leading)          | Recorde asiático      | Recorde asiático (Asian)              | DNS                        | Não largou (Did not start)                |   |                                      |
| Recorde nacional      | Recorde nacional (National record)           | Recorde europeu       | Recorde europeu (European)            | DNF                        | Não terminou (Did not finish)             |   |                                      |
| Recorde pessoal       | Recorde pessoal do atleta (Personal best)    | Recorde da Oceania    | Recorde da Oceania (Oceania)          | DSQ / DQ                   | Desclassificado (Disqualified)            |   |                                      |
| Recorde da temporada  | Recorde da temporada do atleta (Season best) | Recorde sul-americano | Recorde sul-americano (South America) | NM                         | Sem marca (No mark)                       |   |                                      |